# تمرد غرناطة العسكري 1936
التمرد العسكري في غرناطة يوليو 1936 هو جزء من انقلاب يوليو 1936 ضد حكومة الجمهورية الإسبانية التي أشعلت الحرب الأهلية. وانتصر الانقلابيون في غرناطة وتمكنوا من السيطرة على المدينة.
ففي يوم 20 يوليو الساعة الخامسة بعد الظهر ثارت حامية غرناطة ضد الحكومة. وقد تمكن الانقلابيون من الجيش الأفريقي قبلها في يوم 17 يوليو من الاستيلاء على محمية إسبانيا في المغرب. وفي يوم التالي عند الساعة الثانية بعد الظهر، تمرد جزء من حامية إشبيلية بقيادة الجنرال غونزالو كيبو ديانو ضد الحكومة، وكذلك في قرطبة. واضطر القائد العسكري في غرناطة، الجنرال ميغيل كامبينز، للتوقيع على معسكر الحرب، بينما سيطرت القوات والميليشيات اليمينية بسرعة على المركز الحضري. تم القبض على الحاكم المدني سيزار توريس مارتينيز والقائد المحلي للحرس المدني وعمدة المدينة ورئيس الوفد. تمكن المتمردون أيضًا من احتلال مطار أرميلا ونقاط إستراتيجية أخرى.
أصبح العمال والموالون للجمهورية على الرغم من كونهم مسلحين بشكل سيء وغير منظمين إلا أنهم أقوياء في حي البيازين. فاستعمل المتمردون المدفعية وبعد عدة أيام من القتال العنيف تمكنوا من التغلب على الحي. وبسقوط البيازين أضحت غرناطة تحت سيطرة المتمردين.
خلال هذه المعارك اعتقل المتمردون وأعدموا الكثير من الممقاومين أو ممن يشتبه بالمقاومة. ولم يُعرف عدد الأشخاص الذين أُعدموا. وبعد الاستيلاء على غرناطة، جرى قمع عنيف ضد اليسار والجمهوريين. ويقدر أنه تم إعدام 5000 شخص خلال الحرب.

## المقدمة

### الوضع السياسي والاجتماعي
أصبح المناخ السياسي الاجتماعي في غرناطة بعد انتخابات فبراير 1936 مستقطبًا للغاية. لم يحظ انتصار الجبهة الشعبية وعودة اليسار إلى الحكم بقبول جيد من قبل الأحزاب المحافظة. وهناك وجود كبير للقوى المحافظة واليمينية في مقاطعة غرناطة. وقد نظم اليسار في 8 مارس تجمعًا كبيرًا في استاد لوس كارمينيس، ثم قام بجولة في المدينة لاحقًا داعياً إلى إلغاء نتائج الانتخابات، التي يعتقد أنها كانت مزورة بسبب الضغط والتدخل من الزعماء المحليين. في اليوم التالي كان هناك لقاء عام للعمال مع أسرهم، فأطلق بعض مسلحي الفلانخي النار عليهم فسببوا إصابات بين النساء والأطفال الذين حضروا الحدث. ردت النقابات بالدعوة إلى إضراب عام في اليوم التالي 10 مارس.
كان جو الإضراب مشحونًا للغاية. على مدار اليوم وقعت حوادث في جميع أنحاء المدينة. ففي الساعة 9:30 أحرق بعض العمال مبنى الفلانخي، وأضرمت مجموعات أخرى النار في عدة مباني عامة، ومقر صحيفة إيديال المحافظة التي دُمِرت آلاتها واحترق المبنى بالكامل. أثناء وقوع تلك الحوادث أطلقت مجموعات من المسلحين اليمينيين النار من فوق أسطح المنازل على المتظاهرين ورجال الشرطة الذين كانوا حاضرين. كما تم إشعال مباني حزب العمل الشعبي (AP) التابع لحزب سيدا ومصنع شوكولاتة مملوك لزعيم CEDA محلي، ونادي التنس في غرناطة وتدمير كنائس. كان معظم مرتكبي تلك الحوادث غير معروفين، على الرغم من أن المؤرخ إيان جيبسون يشير إلى احتمال وجود بعض الاستفزازين اليمينيين بين الحرق العمد. والمؤكد أن الشرطة كانت موجودة لكنها لم تتدخل لمنع هذه حوادث. تسببت أعمال الشغب في اضطراب كبير في الطبقة الغرناطية الوسطى وتركت شعورًا بالكراهية والانتقام بين أهالي غرناطة.
نتيجة لتلك الاضطرابات التي وقعت في 10 مارس، اعتقلت الشرطة أكثر من ثلاثمائة شخص ووفتشت العديد من المنازل، وصادرت كمية كبيرة من الأسلحة في مدينة غرناطة والمقاطعة. توقفت أعمال الشغب بعد إقالة الحاكمين المدني والعسكري. وقد هدد القائد العسكري الجنرال إليسيو ألفاريز أريناس بإنزال الجيش إلى الشوارع إذا لم تنته أعمال الشغب. فاستبدل بالجنرال اليميني المتشدد يانوس مدينا، ومعه بدأت المؤامرة العسكرية.
في 31 مارس مع التصويت البرلماني لصالح اليسار ضد اليمين ألغى الكورتيس نتائج انتخابات فبراير في غرناطة ودعا إلى تكرار الانتخابات في شهر مايو. ففازت الجبهة الشعبية في 3 مايو، ونالت على ثلاثة عشر مقعدا اشتراكيًا وتقدميًا. ولم يحصل اليمين على أي نائب. أدى الفشل الانتخابي لليمين إلى تعزيز فلانخي غرناطة، التي ضعفت بقوة على مستوى إسبانيا بعد حظر الحزب وإلغاء قيادته. وذهب العديد من أعضاء شباب سيدا إلى الفلانخي

### المؤامرة الانقلابية
بعد انتصار الجبهة الشعبية في الانتخابات، بدأ الضباط الرجعيون والملكيون التحضير لانتفاضة عسكرية. فأمرت السلطات الجمهورية في مدريد حاكم غرناطة المدني إرنستو فيغا بوضع العديد من ضباط حامية غرناطة المعروفة بمشاعرها المناهضة للجمهورية تحت المراقبة. وأدرك هؤلاء بذلك، الأمر الذي ربما أدى إلى طرد فيغا في 25 يونيو. واستبدل بسيزار توريس مارتينيز. وعند وصوله إلى غرناطة وجد مارتينيز نفسه في وضع معقد: إضراب الترام وإضراب عمال النظافة، وخلافات بين أعضاء مجلس المدينة اليساريين، ومشاكل عديدة في بعض البلدات في المقاطعة. على الرغم من أنه تمكن من تحقيق استقرار الوضع في 25 يومًا فقط من استلامه المنصب، إلا أنه كان قادرًا فقط على الاتصال بالمؤامرة العسكرية والمدنية.
في البداية كان الرئيس الظاهر للمؤامرة العسكرية في غرناطة هو الجنرال يانوس مدينا، لكن الحكومة علمت بأنشطته التآمرية واستبدلته يوم 10 يوليو بالعميد ميغيل كامبينز.، الذي تولى قيادة الحامية في 11 يوليو. لم يكن كامبينز متورطًا في المؤامرة العسكرية، وقد تم ذلك خلف ظهره. كان فيلق الأمن والاقتحام تحت قيادة الكابتن ألفاريز، وعددهم حوالي 150-300 جندي. على الرغم من أن حرس الاقتحام لم يتورط في المؤامرة على عكس قائدهم السابق خوسيه نستاريس كويلار،. وكان للحرس المدني حوالي 40 جنديًا في مدينة غرناطة. وقائدهم المقدم فرناندو فيدال باغان المخلص للجمهورية. ولعب فلانخي غرناطة دورًا مهمًا في المؤامرة. ولكن لم يعرف بالتحديد عدد القوات التي لديهم، إلا أن المؤكد أنها لم تتجاوز 400. كما شارك السياسيون اليمينيون الذين لم يتم انتخابهم في انتخابات مايو - على الرغم من دورهم البسيط.

## قبيل التمرد
بعد ظهر يوم 17 يوليو ثارت حامية مليلية العسكرية بشكل غير متوقع.29 وبعد مليلية تبعتها مدن أخرى في المحمية المغربية، ثم - في اليوم التالي - ثارت حامية جزر الكناري بقيادة الجنرال فرانسيسكو فرانكو.
في 18 يوليو كانت غرناطة في جو من الانتظار المتوتر. أدان الحاكم العسكري الجنرال كامبينز انتفاضة المغرب، بينما تظاهرت منظمات الجبهة الشعبية طوال اليوم.31 وعقد كامبينز اجتماعاً مع السلطات الجمهورية المحلية في الحكومة المدنية، قائلاً إنه يثق تمامًا في الضباط تحت قيادته وأنهم جمهوريين مخلصين. ومع ذلك فإن موقف كامبينز هذا يتناقض مع البرقية التي أرسلها في نفس اليوم إلى الجنرال فرانكو، حيث أبلغه أنه وضع نفسه تحت قيادته.
في ذلك اليوم بدأت الانتفاضة بالتوسع في إسبانيا. ففي الساعة الثانية ظهرا، ثارت حامية إشبيلية ضد الحكومة. وقام الجنرال غونزالو كيبو ديانو بإلقاء القبض على ضباط إدارة المنطقة الثانية وسيطر عليها. على الرغم من أنه واجه مقاومة شعبية قوية في أجزاء مختلفة من المدينة، إلا أنه تمكن من السيطرة على المركز الحضري ومطار طبلدة. وبعد ساعات قليلة في مدينة قرطبة، ثار العقيد سيرياكو كاسكاجو - متبعا تعليمات كيبو ديانو - في الخامسة بعد الظهر فوج المدفعية وأعلن حالة الحرب وتمكن من السيطرة على المدينة.
في 19 يوليو كان الوضع في غرناطة لايزال في حالة سكون قاتل، مع توقف المؤامرة واستمرار عدم تسليح مليشيا الجبهة الشعبية. فقد رفض الحاكم المدني توريس مارتينيز مرارًا وتكرارًا توزيع الأسلحة على منظمات العمال، حسب تعليمات رئيس الحكومة كاساريس كيروغا بعدم تسليح السكان. اتصل وزير الحرب الجنرال لويس كاستيلو على كامبينز لإبلاغه بتنظيم طابور يذهب إلى قرطبة ويضع حداً لانتفاضة العقيد كاسكاجو؛ ومع ذلك أظهر ضباط الحامية القليل من الدعم لهذه الفكرة. وتلقى فيدال باغان أيضًا أمرًا من مدريد لجمع الأسلحة لطابور قرطبة، ولكن عندما ذهب إلى ثكنات المدفعية، امتنع القادة العسكريين تزويده بالسلاح، مبررين بالعديد من الأعذار والأعذار كي لايعطوه. وأرسلت بعض القوات من حامية غرناطة إلى ألمرية، حيث ساهموا لاحقًا في فشل الانتفاضة في هذه المدينة. ذهب كامبينز إلى ثكنات المدفعية حيث تحدث إلى الضباط حول عدم جدوى التمرد العسكري. قام النقيب نستاريس من جانبه بزيارة الثكنات العسكرية المختلفة في المدينة، وحث المتآمرين على اتخاذ المبادرة. في تلك الليلة أمضاه المتآمرون مستيقظين ومنسقين لخطط الثورة.

## التمرد
تم تحديد انتفاضة الحامية أخيرًا في 20 يوليو، بقيادة العقيدين مونيوز وليون. طوال ذلك الصباح استمرت الاستعدادات للاستيلاء على المدينة في ساعة الصفر وهي الساعة 5:00 مساءً. بعد أن قام القائد رودريغيز بوزا بزيارة واختبار رئيس حرس الاقتحام الكابتن ألفاريز الذي وعد بالانضمام إلى التمرد. وكانت تلك لحظة حاسمة للمتآمرين.
وفي الساعة 16:30 تلقى سكرتير لجنة الجبهة الشعبية المحلية أنطونيو روس روميرو مكالمة هاتفية أبلغته أن قوات ثكنات المدفعية تتشكل وأنهم على وشك المغادرة. وقد أحالها إلى توريس مارتينيز، الذي تحدث على الفور مع كامبينز، فأبلغ الجنرال لتوريس مارتينيز أنه ليس لديه سجل لهذا الأمر وأصر مرة أخرى على ولاء ضباطه؛ وخلص إلى أنه سيقوم بزيارة إلى ثكنات المدفعية، حيث كان سيطلب منهم التأكيد على عدم حدوث أي شيء. ومع ذلك عندما وصل هناك، وتأكد من أن القوات كانت بالفعل جاهزة، وأنه هناك حتى مجموعة من المدنيين المسلحين - أغلبهم من الفلانخي - نشأ نقاش قوي بينه وبين والعقيد مونيوز. لأنه اكتشف بطريقة محرجة أن جميع ضباطه - من الحرس المدني وحرس الاقتحام - متورطون في مؤامرة الانقلاب. في ضوء هذا الوضع حاول المغادرة، لكن مساعديه اعترضوا طريقه. اقترح أحدهم بأن يعلن حالة الحرب والتوقيع على حزمة الأوامر العسكرية التي صاغها المتآمرون. بعد الذهاب إلى ثكنات المشاة والتأكد من وجودهم أيضًا مع المتمردين، تم نقل كامبينز إلى القيادة العسكرية ووقع على حالة التمرد.

### احتلال مركز المدينة

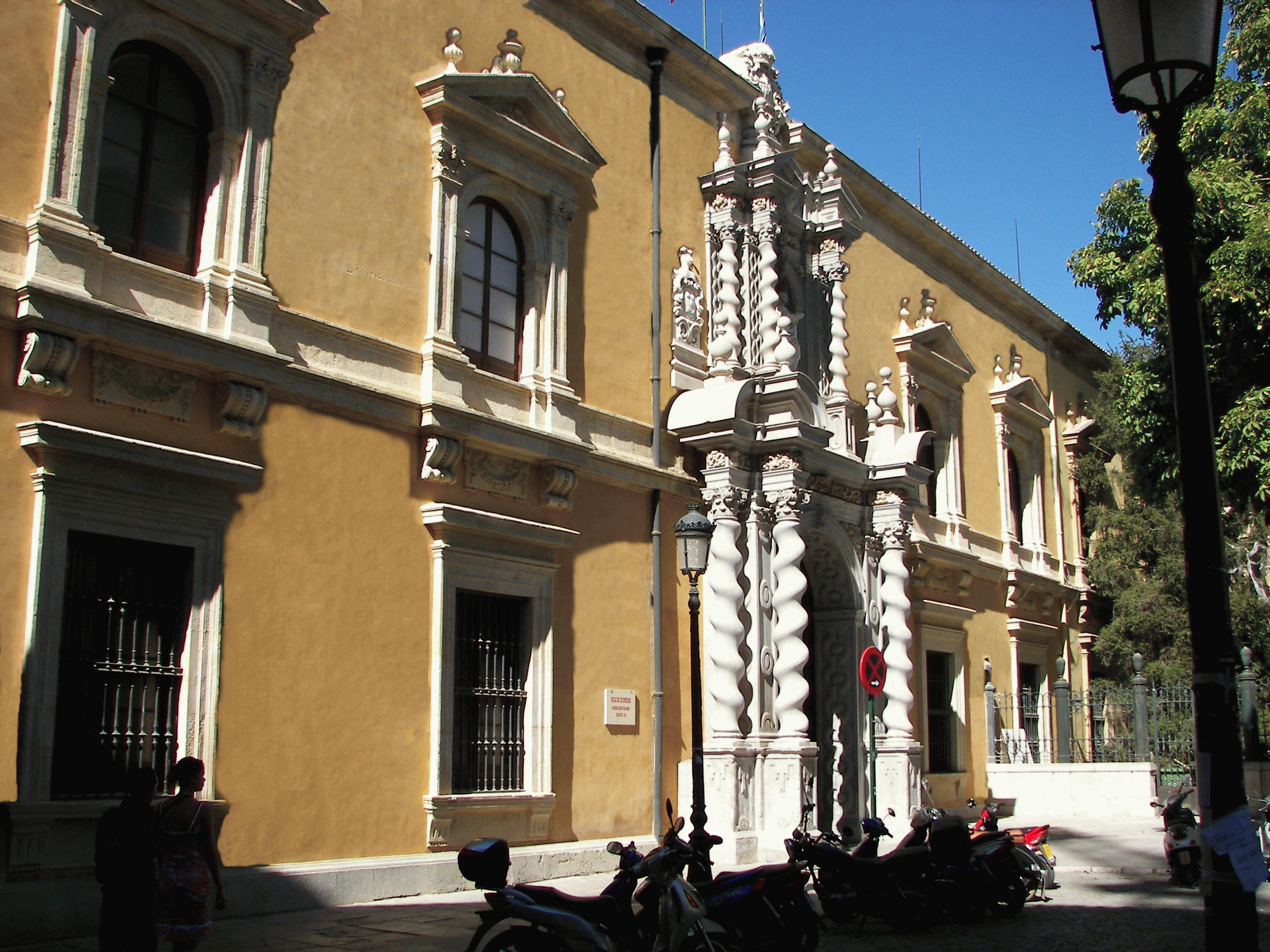
واجهة كلية القانون في غرناطة، وهو المبنى الذي كان مقر الحكومة المدنية في 1936.

في الساعة 17:00 غادرت قوات الحامية ثكناتها الواقعة على مشارف المدينة بقيادة العقيد أنطونيو مونيوز، وتوجهت إلى المركز الحضري. فاعتقد بعض المدنيين أن القوات قد خرجت من ثكناتها دفاعًا عن النظام الجمهوري. فاتصل وزير الداخلية الجنرال سباستيان بوزاس هاتفيا بالحاكم المدني، وحثه على تقديم «مقاومة يائسة ودموية». وقد وضع المتمردون قطع المدفعية في أجزاء مختلفة من المدينة: أمام دار البلدية وأمام الحكومة المدنية. وتم تجهيز بطارية أخرى على الطريق السريع الذاهب إلى ضاحية الفارغ، حيث سيطر من هناك على موقع استراتيجي لقصف المدينة. وأمام ثكنة حرس الاقتحام الواقعة في غران فيا توقفت شاحنة مع جنود، فانضم إليهم حرس الاقتحام.
ذهب المتمردون إلى المنطقة المحيطة بمبنى الحكومة المدنية، التي تحرسها سرية من 20-25 من حرس الاقتحام، وبأوامر إطلاق النار. في الداخل كان توريس مارتينيز ومساعدوه على علم بأن الجيش منتشر في شوارع غرناطة. وفي الساعة 18:00 وصل الكابتن نستاريس إلى مركز الشرطة قريب جدًا من الحكومة المدنية، حيث انضمت الشرطة إلى المتمردين. وكان قد وصل من خاين إلى مركز الشرطة مجموعة من ستة جمهوريين لتسليم الديناميت إليهم، وبعد ذلك قاموا بتحميله في شاحنة. وبعد وصول نستاريس أدرك الجمهوريون ما يحدث، فبدأوا بإطلاق النار على المتمردين ولكن تم القبض عليهم في النهاية.
ثم توجه المتمردون نحو مبنى الحكومة المدنية، فوقفوا أمام مدخل المبنى، لم يطلق حرس الاقتحام النار، ربما رأوا أنفسهم دون المستوى العددي، وتمكن المتمردون من احتلال المبنى دون صعوبة. وبعد دخول مكتب الحاكم المدني، وأسر الجيش وحرس الاقتحام توريس مارتينيز فيرجيليو كاستيلا كارمونا (رئيس مجلس المحافظة) وروس روميرو ورئيس قيادة الحرس المدني المقدم فيدال باغان. ثم نقل المعتقلين إلى مركز شرطة قريب، ماعدا توريس مارتينيز الذي ظل في مبنى الحكومة المدنية.
أثناء ذلك غادرت شرطة غرناطة الحضرية مبنى البلدية، واضعين أنفسهم تحت قيادة البطارية التي تم تركيبها هناك. إثناء ذلك تمكن العديد من المسؤولين الجمهوريين والبلدية من الفرار من باب خلفي لمبنى البلدية، ولكن قُبِض على جزء كبير من موظفي البلدية عندما احتل المتمردون المبنى، ومنهم رئيس البلدية مانويل فرنانديز مونتيسينوس، عندما كان في مكتبه. ثم ذهبت مجموعة من الجنود إلى مبنى راديو غرناطة واحتلوها بلا صعوبات. في الساعة 18:30 قرأ القائد روزاليني البيان العسكري الذي وقعته كامبينز، وبعد ذلك كان البيان العسكري يقرأ كل نصف ساعة على الراديو.
توجهت مجموعة مسلحة من الجنود إلى مصنع الفارغ للبارود والمتفجرات الواقع في ضواحي غرناطة، على طريق مرسية. وأهمية الفارغ أنخا أكبر مصنع للمتفجرات في جنوب البلاد. عندما وصلوا إلى هناك وجد المتمردون بعض المقاومة، ولكنهم تمكنوا من سحقها بسهولة والسيطرة على المصنع.
تم قمع جيوب المقاومة الأخرى في المدينة دون صعوبة كبيرة. في وقت قصير تم الاستيلاء على جميع المراكز الرسمية. كان الاستيلاء سهلاً للغاية لأن حشود ومؤيدي الجبهة الشعبية بالكاد كان لديهم أسلحة وفتشرذموا بسرعة. والدليل على سهولة الاستيلاء على المدينة أنه لم يقتل المتمردون سوى شخص واحد، بالمقابل قتل جندي واحد. هرب العديد من العمال والموالين للجمهورية إلى حي البيازين، حيث كانت هناك مقاومة شديدة.

### مطار أرميلا
تمكنت مجموعة من جنود المدفعية والضباط من احتلال مطار أرميلا الذي يقع على بعد عدة كيلومترات من غرناطة، وبدون مقاومة.54 أحد أولئك الذين احتلوا المطار كان الطيار نارسيسو بيرموديز دي كاسترو، الذي أسس لاحقًا «الدورية الزرقاء» (بالإسبانية: Patrulla Azul)‏ الشهيرة. وبعدها بوقت قصير وصلت المطار ثلاثة مقاتلات من نوع Nieuport-Delage NiD 52 لدعم مقاومة القوات الحكومية في غرناطة إلى أرميلا، ولكن تم الاستيلاء عليها فورا.

### معارك في البيازين
على الرغم من خططهم إلا أن المتمردين فشلوا في السيطرة الفورية على المدينة بأكملها. فعند الغسق كانت المقاومة لا تزال مستمرة في حي البيازين، حيث تجمع العمال والموالون للجمهورية. أقاموا حواجز عند نقاط الوصول المجاورة، وقاموا بعمل خندق عميق. فلما رأى الجيش المتمرد تلك الأعمال ووافق دخول الظلام، أدرك أنه لا يمكنه الاستيلاء على حي البيازين بالهجوم. لذا كان عليهم إحضار المدفعية. ووضعوا بطارية المدفعية عند مدخل كنيسة سان كريستوبال، في نقطة يستطيعوا أن يروا فيها كل المدينة، ووضعوا بطارية أخرى في قصر الحمراء مقابل البيازين. في نهاية اليوم كانت هناك بعض عمليات إطلاق النار بين المدافعين والمتمردين والتي أسفرت عن مقتل شخصين من الجنود، وربما بضعة آخرين من الجمهوريين.

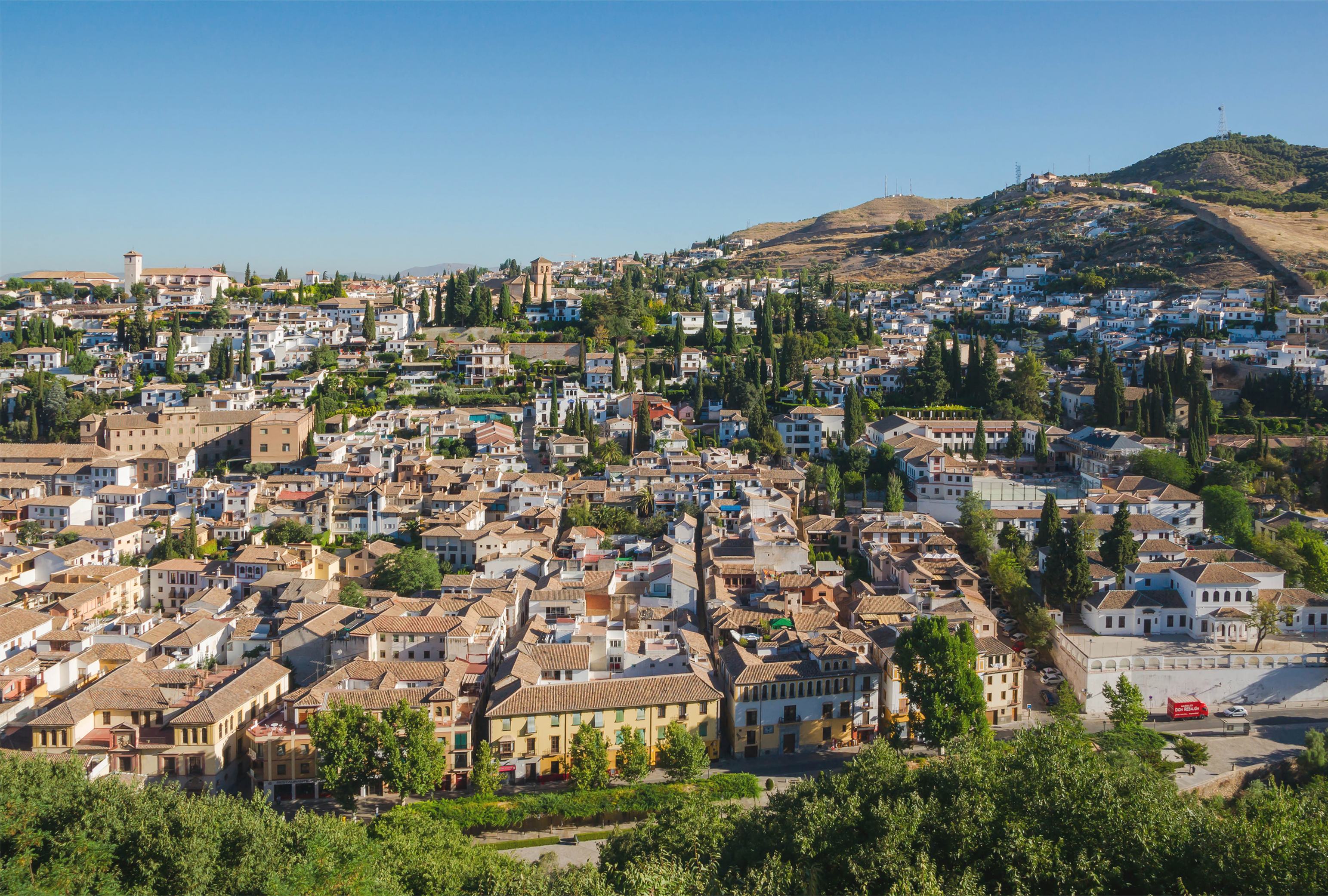
حي البيازين وساكرومونتي، ينظر إليهما من قصر الحمراء.

في صباح 21 يوليو أطلقت المدفعية نيرانها على أهالي البيازين، فاندلعت معركة عنيفة بين الجانبين. وعلى الرغم من قلة امتلاك الأهالي للأسلحة والذخيرة إلا أنهم دافعوا عن أنفسهم باستماتة من الشرفات وأسطح المنازل. وقد كثف المتمردون من المشاة وحرس الاقتحام والفلانخي هجومهم لكسر المقاومة الجمهورية. حتى تمكنوا من فتح بعض الثغرات في الحي، وقبضوا على العديد من المدافعين، وعندما حل الظلام كان الحي لا يزال يقاوم. ومن جانبهم كرر راديو المتمردين بحث المدافعين على إلقاء أسلحتهم.
في صباح يوم 22 يوليو أعلنت إذاعة غرناطة إنذارًا نهائيًا للمدافعين: سمح فيها للنساء والأطفال بمغادرة الحي خلال ثلاث ساعات وعبر نقاط محددة، بينما على الرجال التخلي عن أسلحتهم والبقاء في منازلهم مع رفع أيديهم، وأن يظهروا على الشرفات الأعلام البيضاء؛ إذا لم يتم اتباع هذه الأوامر، فستقوم المدفعية بإعادة فتح النار في الساعة 2:30 مساءً. وبدأت صفوف النساء والأطفال بالخروج من البيازين، وتم تفتيشهن من قبل مناصرات للمتمردين، وبعد استجوابهن أرسلوا إلى معسكر اعتقال أنشئ حديثا على مشارف المدينة. أما الرجال فقد استمروا في المقاومة. وبعدها بدأت قطع المدفعية بإطلاق نيرانها. وانضمت مقاتلات NiD 52 التي استولى عليها المتمردون في أرميلا بقصف عمال البيازين. فقامت باستطلاع جوي على الحي، ثم أطلقت نيرانها على المدافعين. فتدمرت عدة منازل وعانى العمال من خسائر عديدة، لكن المقاومة استمرت عندما حل الظلام.
في صباح 23 يوليو اشتد قصف البيازين. وقد عانى العمال الجمهوريون في ذلك الوقت ومعهم رجال الميليشيات من سقوط أعداد كبيرة من الضحايا. وربما تكون ذخيرة المدافعين قد استنفدت بالفعل. فبدأوا في ذلك الوقت بتعليق الأعلام البيضاء على الشرفات والنوافذ، وهو الوضع الذي استفاد منه المتمردون لبدء الدخول إلى الحي بشكل جماعي. وتمكنوا في وقت قصير من إنهاء مقاومة الحي. واستطاعوا أسر العديد من المدافعين أثناء هروبهم، وقبضوا على آخرين من منازلهم. ولكن كانت هناك أعدادا من المدافعين تمكنت من الفرار من الحي وانضمت إلى الجيش الجمهوري بالقرب من وادي آش. عند حلول الليل في 23 يوليو تمكن المتمردون من السيطرة الكاملة على غرناطة وضواحيها. ثم اندلع بعدها قمع الجمهوريين واليسار في المدينة.

## العواقب

### الأثر الاستراتيجي
بحلول 25 يوليو انتصر التمرد في غرناطة والمدن المحيطة بها، ولكنه أضحى معزولا في وسط المنطقة الجمهورية، فمعظم مدن المقاطعة ظلت مخلصة للجمهورية. أصبحت هذه العزلة أكثر وضوحًا بعد فشل التمرد العسكري في ملقة، التي اختارت أخيرًا الجمهورية. وخلال الأيام الأولى من الحرب، كان خط الجبهة يمر عبر غويخار سييرا وسييرا نيفادا وأورخيفا ولا مالاء وسانتا في ولاتشار وإيورا وكوغويوس فيغا وأويتور سانتيان وبيز ودودار وكينتار. وفي بعض النقاط كان الجمهوريون على بعد ثمانية كيلومترات فقط عن مركز المدينة.
خلال الأيام الأولى نفذت القوات الحكومية عدة عمليات قصف جوي على المدينة. وحاول طابور من رجال الميليشيات في 30 يوليو استعادتها بالهجوم من قطاع أويتور سانتيان، ولكن المتمردون استطاعوا صدهم وتكبيدهم خسائر جسيمة في السلاح والأرواح. وكانت تلك المحاولة الوحيدة للجمهورية لاستعادة المدينة وانتهت عزلة المدينة بعدما تمكنت القوات الأفريقية بقيادة الجنرال فاريلا في منتصف أغسطس من توحيد غرناطة مع بقية المنطقة الثائرة.
على الرغم من الحصار كان لدى المتمردين العديد من المزايا. فالاستيلاء على مصنع الفارغ كان مهمًا جدًا، لأنه انتج خلال الحرب كميات كبيرة من المتفجرات لجيش المتمردين. بالإضافة إلى أن الاستيلاء على مطار أرميلا كان أيضا مهمًا جدًا، لأنه سمح بالحفاظ على الاتصال مع المناطق المتمردة الأخرى - خاصة مع إشبيلية - بالإضافة إلى تلقي التعزيزات عن طريق الجو.

### القمع
أصبح القائد خوسيه فالديس غوزمان حاكمًا مدنيًا ومسؤولًا عن مسائل النظام العام، منذ ذلك الحين أصبح الشخص الرئيسي المسؤول عن القمع في غرناطة. أصبح ملازم الحرس المدني خوسيه نستاريس مندوبًا عن النظام العام، وله دور بارز في القمع. وكذلك رئيس الشرطة خوليو روميرو فونيس وهو أيضًا أحد الجناة الرئيسيين في القمع.
كان هناك عدة مجموعات شبه العسكرية وميليشيات متورطة بالقمع من خلف الأبواب، وخصوصا «الفرقة سوداء». وأنشئت عدة دوائر لتكون مراكز احتجاز سريعة. تم إنشاء معسكر اعتقال على مشارف المدينة، بسبب أن مركز الشرطة والحكومة المدنية أصبحت مكتظة بالمحتجزين. وسجن غرناطة الذي يستوعب حوالي 400 شخص، بدا أن مرافقه إكتظت بأكثر من 2000 شخص. ونقل العديد من المعتقلين إلى المقبرة وأطلق النار عليهم مباشرة، معظمهم قتل دون سبب مسبق. كان الشهر الذي شهد أكبر عدد من عمليات الإعدام هو أغسطس 1936 حيث أعدم 572 شخصًا. أما مجموع من أعدم خلال الحرب فكان حوالي 5,000 شخص.
وقتل في غرناطة العديد من الأطباء والمحامين والكتاب والفنانين والمعلمين والعمال. وهناك العديد من أُعدموا من الشخصيات المحلية: عمدة المدينة مانويل فرنانديز مونتيسينوس بالإضافة إلى كتاب صحفيين ومهندسين. وأعدم 23 مستشارًا من التحالف الاشتراكي الجمهوري. كما عانت جامعة غرناطة من نزيف قمع المتمردين. عميد الجامعة واستاذ الدراسات العربية سلفادور فيلا هيرنانديز؛ وأستاذ طب الأطفال رافائيل غارسيا دوارتي؛ أستاذ الكيمياء وعمدة سابق خيسوس يولدي بيرو؛ أستاذ القانون السياسي خواكين غارسيا لابيلا؛ ونائب رئيس الجامعة وأستاذ التاريخ خوسيه بالانكو روميرو قد مروا جميعًا عبر جدران المقبرة وأطلق النار عليهم. ومع ذلك كان هناك استثناء: الحاكم المدني السابق توريس مارتينيز الذي تمكن من إنقاذ حياته على الرغم من أنه حكم عليه بالسجن لأكثر من ثلاثين عامًا.
أما القائد العسكري الجنرال كامبينز فقد فصل عن عمله وأرسل إلى بعدها إلى إشبيلية، حيث أعدمه الجنرال كيبو ديانو.
من بين جميع هذه الوفيات، كان أشهرها وفاة الكاتب والشاعر فيديريكو غارسيا لوركا الذي لجأ إلى منزل عائلة روزاليس بعد انتصار التمرد العسكري. ومع ذلك فإن هذا لم ينقذ حياة الشاعر المولود في غرناطة، الذي اعتقل، وأعدم بعدها بالقرب من فيثنار. كان لمقتل غارسيا لوركا صدى واسع في الرأي العام الدولي. على الرغم من أن قسوة القمع كانت معروفة جيداً، إلا أن العديد من أعضاء البرجوازية في غرناطة تحملوا هذه الجرائم لأنها «تبدو أقل خطورة من تلك التي [يقال أنها] تُرتكب في إسبانيا الجمهورية».

## ملاحظة
1. ↑  في اللحظات الأولى من الحرب، لم يكن لدى قوات المتمردين علم خاص بهم. ولكن في 29 أغسطس 1936، صدر مرسوم عن مجلس الدفاع الوطني (الهيئة التي كانت تحتفظ بمقر الدولة في المنطقة المتمردة) العلم ثنائي الألوان الأحمر الأصفر.
2. ↑  كان نستاريس رئيسًا لفيلق الأمن والاقتحام في غرناطة. ولكن تم فصله بعد أعمال الشغب في 10 مارس.[19]
3. ↑  طبقاً لإيان جيبسون، فإن هؤلاء المعتقلين كانوا من أوائل الجمهوريين الذين أعدموا، وذلك فجر يوم 26 يوليو.[43]
4. ↑  تولى المقدم ميجيل ديل كامبو روبلز رئاسة بلدية غرناطة.[45]